# 749-es busz (2015–2016)
A 749-es jelzésű regionális autóbusz Érden, az Autóbusz-állomás és a Temető megállóhelyeken közlekedett 2015–16-ban ideiglenes járatként, kizárólag mindenszentekkor. A járatot a Volánbusz üzemeltette.

## Története
2015. október 31-én és november 1-jén ideiglenes temetői járat közlekedett 749-es jelzéssel az érdi temető könnyebb megközelítése érdekében. 2016. október 31-én és november 1-jén újra közlekedett azonos útvonalon, de eltérő menetrenddel.

## Menetrend
Az autóbusz csak október 31-én és november 1-jén közlekedett.
| Indulási időpontok         | 2015-ben                                  | 2016-ban              |
| Érd, Temető felé           | 7:50, 8:50, 10:50, 12:50–19:50 (óránként) | 7:50–19:50 (óránként) |
| Érd, autóbusz-állomás felé | 8:00–20:00 (óránként)                     | 8:00–20:00 (óránként) |

## Megállóhelyei
| 0 | Érd, autóbusz-állomás végállomás | 5 | 700, 710, 712, 722, 734, 735, 736, 742, 744, 746, 755 1120, 1134 S30 , Z30 , S34 , S35 , S36 (Érd alsó)                        |
| 2 | Érd, Kálvin tér                  | 3 | 710, 712, 722, 734, 735, 736, 741, 742, 744, 746, 755 S30 , Z30 , S34 , S35 , S36 (Érd alsó) S40 , S42 , G43 , G44 (Érd felső) |
| 3 | Érd, Szabadság tér               | 2 | 710, 712, 722, 742, 744 |
| 5 | Érd, Temető végállomás           | 0 | 710, 712 |